# Vakcína Západní čínské nemocnice proti covidu-19
Vakcína Západní čínské nemocnice proti covidu-19 je kandidátní vakcínou vyvinutou centry pro kontrolu a prevenci nemocí provincie Jiangsu, Západního čínského lékařského centra a Sečuánskou univerzitou.

## Klinické testy
V srpnu 2020 zahájila společnost WestVac Biopharma první fázi klinických studií se 168 účastníky v Číně.
V listopadu zahájila společnost WestVac Biopharma klinické studie fáze II s 960 účastníky v Číně. V únoru 2021 zahájila společnost WestVac Biopharma v Číně klinické studie fáze IIb se 4 000 účastníky. V březnu ukončila WestVac Biopharma fázi IIb klinického hodnocení.
V červnu 2021 zahájila společnost WestVac Biopharma studie fáze III se 40 000 účastníky včetně Indonésie, Keni a Filipín.

### Klinické testy u dětí a dorostu
V srpnu 2021 WestVac Biopharma zahájila fázi I/II studií s 600 účastníky pro děti a dospívající ve věku 6–17 let.